# محمد مدرس
محمد مدرس (انگلیسی: Mohammad Modarres) یک دانشمند و استاد دانشگاه ایرانی آمریکایی در رشته‌های مهندسی هسته‌ای و مهندسی قابلیت اطمینان است. او یک محقق-مدرس برجستهٔ برنده جایزه نیکول وای کیم و استاد برجسته دانشگاه مریلند است. محمد مدرس برای نخستین بار در جهان رشته مهندسی قابلیت اطمینان را در دانشکده فنی و مهندسی ا. جیمز کلارک دانشگاه مریلند تأسیس کرد که در حال حاضر تبدیل به یک مرکز پیشرو در برنامه‌های علمی ملی و بین‌المللی با بیش از ۴۰۰ دانش‌آموخته کارشناسی ارشد و دکترا شده‌است. او به عنوان مدیر مرکز خطر و قابلیت اطمینان دانشگاه مریلند به خدمات کارشناسی و مشاورهٔ تجزیه و تحلیل ریسک‌های مختلف سازمان‌های تجاری و دولتی می‌پردازد و قابلیت اطمینان آن‌ها را مطالعه می‌کند از جمله سازمان حفاظت محیط زیست آمریکا، کمیسیون ساماندهی هسته‌ای، ناسا و مانند آن‌ها.
محمد مدرس مدرک Ph.D و MS خود را از دانشگاه MIT دریافت کرده و نویسنده کتاب‌های متعدد و صدها مقاله علمی در زمینه مهندسی قابلیت اطمینان انرژی هسته‌ای است.